# Ryō Kawasaki

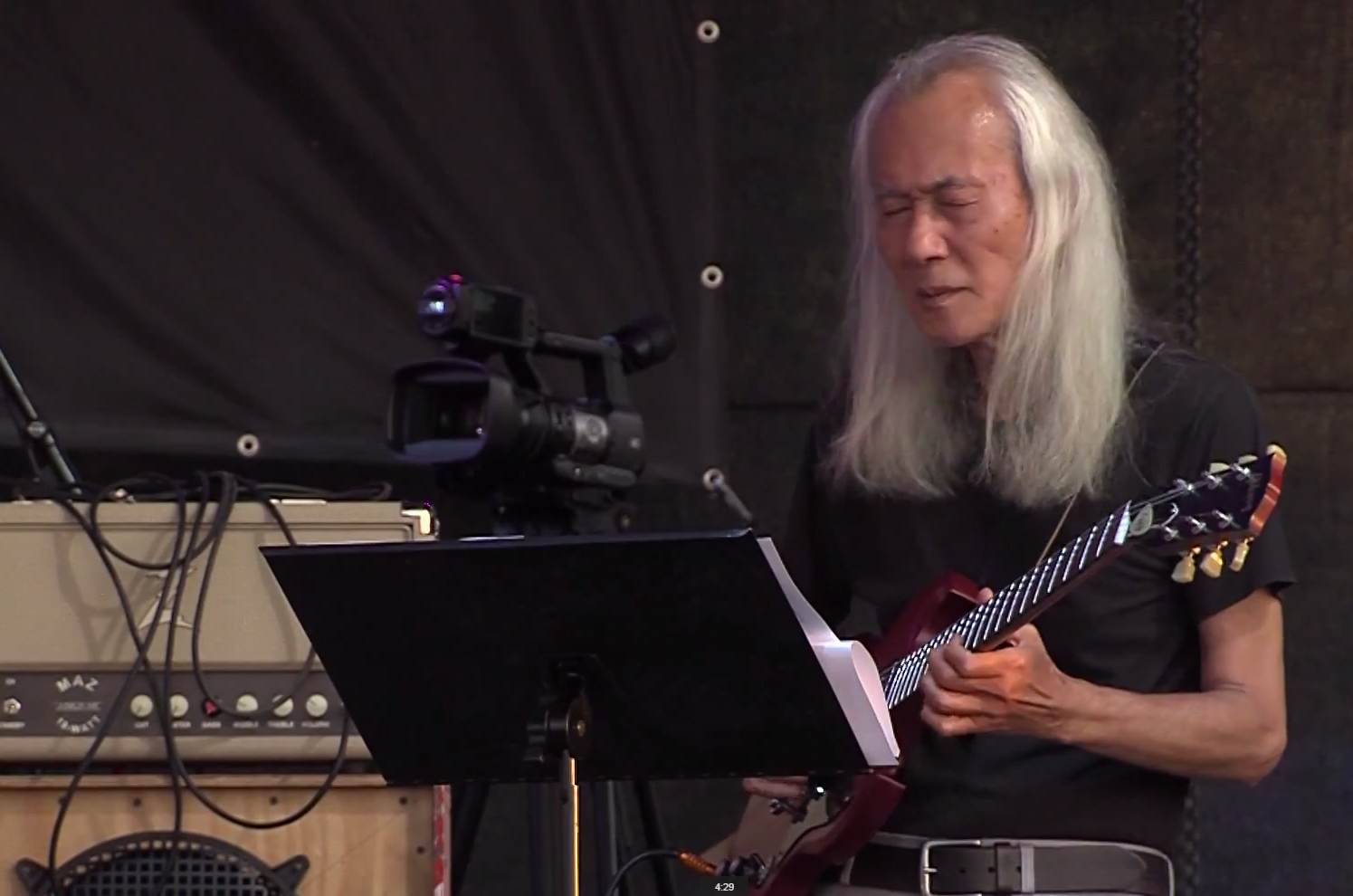
Ryō Kawasaki (2014)

Ryō Kawasaki (jap. 川崎 燎, Kawasaki Ryō; * 25. Februar 1947 in Tokio; † 13. April 2020 in Tallinn) war ein japanischer Jazzgitarrist und Komponist, der wesentlich zur Entwicklung des Gitarrensynthesizers beigetragen hat.

## Werdegang
Kawasaki lernte als Kind zunächst Violine; mit 14 Jahren widmete er sich der Gitarre. Zwei Jahre später leitete er seine erste Band, baute aber auch Orgeln. Er erwarb einen Abschluss in Quantenphysik an der Nihon-Universität. Nach der Ausbildung wurde er bei dem japanischen Label Victor Records als Tontechniker angestellt. 1969 nahm er sein erstes Album, Easy Listening Jazz Guitar, für Polydor auf. Obgleich es auf Interesse stieß und er 1970 den dritten Platz im Jazz-Poll einer japanischen Fachzeitschrift erhielt, arbeitete er hauptsächlich als Studiomusiker und nahm sehr vielfältig auf, von Pop- und Rock-Singles bis hin zu Radio- und Fernsehwerbung. 1972 legte er mit Guts the Guitar ein Jazzrock-Album vor.
Kawasaki zog 1973 nach New York City. Er trat als Gitarrist von Joe Lee Wilson auf dem Newport Jazz Festival auf und spielte in der Band von Bobbi Humphrey. Neben seiner Tätigkeit in der Band von Gil Evans (als Gitarrist auf dem Album The Gil Evans Orchestra Plays the Music of Jimi Hendrix sowie 1975 bei There Comes a Time) tourte er mit Chico Hamilton durch Nordamerika und spielte bei Elvin Jones (mit dem er auch, ebenso wie später mit Joanne Brackeen, durch Europa tourte). Mitte der 1970er Jahre entstanden weitere Alben unter eigenem Namen, wie Eight Mile Road, Juice oder Prism. Auf MPS erschien mit Band, zu der Dave Liebman gehörte, 1978 das Album Nature’s Revenge. Daneben baute er die ersten Gitarrensynthesizer in Zusammenarbeit mit Korg und Roland Corporation und schuf sein gleichnamiges Synthesizer-Programm für den Commodore 64.
Als Technik- und Computerversessener zog Kawasaki sich in den 1980er Jahren aus dem Musikgeschäft zugunsten seiner Arbeit an einer ersten Gitarren-Synth-Technolgoie zurück. Ergebnis war unter anderem der Kawasaki-Synthesizer für den Computer Commodore 64. Nach Gründung der eigenen Plattenfirma Satellites Records, Anfang der 1990er, stieg er wieder ins Musikgeschehen ein. In loser Folge erschienen unterschiedliche Veröffentlichungen. In seiner neuen Heimat Estland, in der er seit der Jahrtausendwende lebte, tourte er fortan viel im baltischen Raum in Russland und dem Libanon. Mit einheimischen Musikern nahm das Studioalbum Reval (2001) und das Live-Album Tribute to Keith Jarrett (2010) auf. 2016 gründete Kawasaki (wiederum mit estnischen Musikern) die Band Ryo Kawasaki & Level 8, die auch in Japan auf Tournee war und das Album Level 8 (2017) veröffentlichte. Zuletzt veröffentlichte er das Album Giant Steps, Kompositionen, aufgenommen zwischen 2007 und 2012.
Kawasaki zeichnete sich durch einen individuellen Gitarrenstil aus, geprägt durch einen harten Anschlag, doch sehr flüssig und kreativ im Ausdruck. Stilistisch agierte Kawasaki auf der E‑Gitarre rockig-souligen, indes mit abstrakt-atonaler Linienführung, die an John McLaughlin und die Bebop-tradition erinnert, bis hin zu polyphonen Barockphrasen. Von Sorgfalt ist sein Spiel getragen, sind seine sauber artikulierten Läufe sind merkbar rational bestimmt. Unverwechselbar bekennt sich bei alledem das musikalische Erbe seiner japanischen Heimat, so die schneidende Tongebung, mit der er die japanische Oboe Shichiriki imitierte, als auch die Glissandi der japanischen Zither Koto.
Als Einflüsse erwähnte Kawasaki so unterschiedliche Gitarristen wie Wes Montgomery, George Benson, Carlos Santana, Andrés Segovia und Django Reinhardt. Unter Berücksichtigung dieser verschiedenen Stile entwickelte er einen eigenen Klang, wobei er der technischen Entwicklung offen gegenüberstand, ohne die akustische Herkunft zu verleugnen, so auf dem rein akustischen Soloalbum Here, There and Everywhere. Kawasaki hat mehr als 300 Kompositionen geschrieben. Seine Musik ist auf mehr als 30 Alben zu hören; auch komponierte er das Jazzballett Still Point, das 2001/2002 in der Nationaloper Estonia aufgeführt wurde und verfasste Filmmusiken.
Kawasaki starb am Ostermontag 2020 in Estland im Alter von 73 Jahren.

## Diskografie (Auswahl)
- 1979: Mirror of My Mind
- 1983: Lucky Lady
- 1987: Images
- 1993: My Reverie
- 1994: Love Within the Universe
- 2012: Plays Solo Guitar: Spain